# Karakalpaksztán
Karakalpaksztán Autonóm Köztársaság (karakalpakul Qaraqalpaqstan Respublikası, üzbégül Qoraqalpogʻiston Respublikasi) Üzbegisztán autonóm területe, mely az ország északnyugati felében található. Fővárosa Noʻkis (Nukus). A tartomány területe 160 000 négyzetkilométer, és a történelmi Hvárezm területén helyezkedik el.

## Történelme
Kr. e. 500 és Kr. u. 500 között a terület virágzó mezőgazdasággal rendelkezett, az Amu-darja (A‘mu‘wda‘riya)folyó öntözésre való felhasználása által. A karakalpakok, akik eredetileg nomád életmódot folytattak, a 16. században jelentek meg a területen. Karakalpaksztán 1873-ban került az Orosz Birodalomhoz, miután a Hivai Kánság átengedte azt. Autonóm státuszát a Szovjetunión belül nyerte el, először Kazahsztán, majd 1936-tól Üzbegisztán részeként. Az 1960-as és 70-es években gazdagságát ismét az Amu-darjának, és annak elgátolásának köszönhette, ám ma a terület Üzbegisztán legszárazabb vidéke, miután az Aral-tó kiszáradásnak indult, a mezőgazdaság pedig szinte ellehetetlenült. Körülbelül 48 000 ember vesztette el megélhetését a környezeti katasztrófa miatt, a tiszta ivóvíz hiánya pedig elősegíti a betegségek terjedését.

## Földrajza
Karakalpaksztán nagy része sivatag. Az Amu-darja legalacsonyabb táján, az Aral-tó déli felén helyezkedik el. A Kizil-kum sivatag keletre, a Kara-kum pedig délre található tőle. A Kaszpi-tengertől egy sziklás fennsík választja el nyugatra.

## Politika
Karakalpaksztán formálisan szuverén, és vétójoga van az Üzbegisztán által hozott döntésekre. Az üzbég alkotmány kimondja, hogy a Karakalpaksztán és Üzbegisztán közötti viszonyt „szerződések és megállapodások szabályozzák”, és minden vitás ügyet „megbékélés útján kell rendezni”.

## Demográfiai viszonyok
Karakalpaksztán lakossága 1,7 millió fő körül mozog. 2007-es becslések szerint 400 000 főnyi karakalpak, ugyanennyi üzbég és 300 000 kazah élt a területen. A „kara kalpak” karakalpak néven „fekete kalap”-ot jelent, ám a népi kultúra olyannyira elveszett a szovjet idők során, hogy mára már nem tudni, hogy a név mire vonatkozott. A karakalpak nyelv közelebb áll a kazah, mint az üzbég nyelvhez, ám 1996 óta latin betűkkel írják hivatalosan, akár csak az üzbég nyelvet.
A főváros, Noʻkis mellett említésre méltó még Hodzsejli (karakalpakul: Xojeli, üzbégül: Xoʻjayli; oroszul: Ходжейли), Tahijatasz (karakalpakul: Taxiyatas, üzbégül: Taxiatosh; oroszul: Тахиаташ), Csimbaj (karakaplakul Shımbay, üzbégül: Chimboy; oroszul: Чимбай), Kongrát (karakalpakul: Qon'ırat, üzbégül: Qoʻngʻirot; oroszul: Кунград) és Mujnak (karakalpakul: Moynaq, üzbégül: Moʻynoq; oroszul: Муйнак), egy korábbi kikötő az Aral tavon, mely ma 85 kilométerre található az aktuális partszakasztól.

## Gazdaság
A terület gazdagságát egykor legfőképp az Aral-tavi halászat adta, ma gyapotot, rizst és dinnyét termesztenek leginkább. A terület villamos energiáját egy hidroelektromos gát adja az Amu-darján, mely még a szovjet időkben épült.
Az Amu-darja deltavidéke korábban erősen lakott volt, és ideális volt az öntözéses földműveléshez. Ám a klímaváltozás és az Amu-darja (vele együtt az Aral-tó) emberi beavatkozás miatti kiszáradása miatt szinte teljesen elhagyatott lett a terület. A korábbi folyóoázisok, tavak, erdők és farmok kiszáradtak, és megmérgeződtek a szél által lerakott sóval és megmaradt növényvédő szerekkel. A nyári átlaghőmérséklet 10°C-kal megnőtt, míg a téli átlaghőmérséklet ugyanennyivel csökkent. Az anémia, a légzőszervi megbetegedések aránya drasztikusan megnőtt a régióban.

## Adminisztratív felosztás

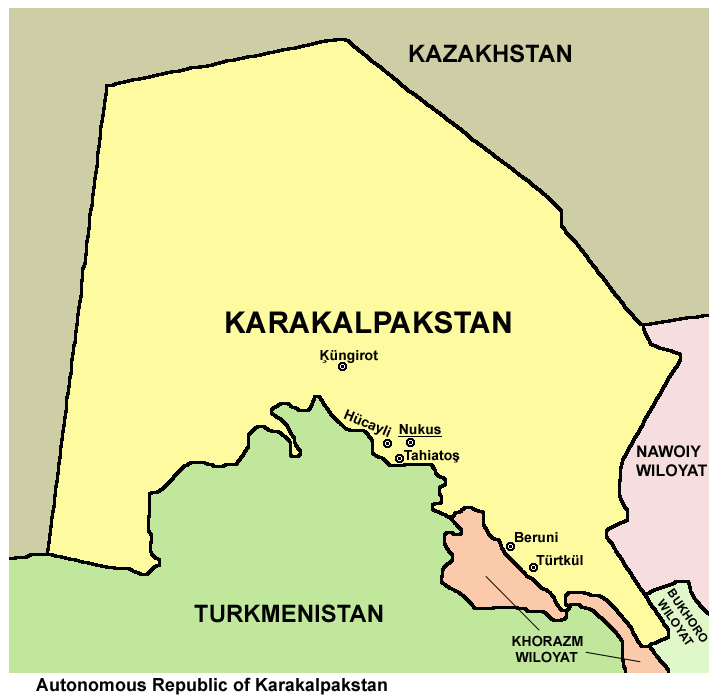
Karakalpaksztán legnagyobb városai

| Száma a térképen | Kerület neve        | Székhely           | Térkép |
| ---------------- | ------------------- | ------------------ | ------ |
| 1                | Amudaryo kerület    | Mang'it            |        |
| 2                | Beruniy kerület     | Beruniy            |        |
| 3                | Shımbay kerület     | Csimbaj (Shımbay)  |        |
| 4                | Ellikqala kerület   | Bostan             |        |
| 5                | Kegeyli kerület     | Xalqabad/Kegeyli   |        |
| 6                | Moynaq kerület      | Mojnak (Moynaq)    |        |
| 7                | Nukus kerület       | Aqman'g'ıt         |        |
| 8                | Qonliko'l kerület   | Qanliko'l          |        |
| 9                | Qon'irat kerület    | Kongrát (Qon'irat) |        |
| 10               | Qarao'zek kerület   | Qarao'zek          |        |
| 11               | Shomanay kerület    | Shomanay           |        |
| 12               | Taxtako'pir kerület | Taxtako'pir        |        |
| 13               | To'rtku'l kerület   | To'rtku'l          |        |
| 14               | Xojeli kerület      | Hodzsejli (Xojeli) |        |

## Média

### Rádió
2009-ben megnyílt az első karakalpak rádióállomás. A neve Nukus FM, mely 100.4 MHz-n sugároz, és csak Noʻkisban fogható.